# Гаджиев, Магомед Гаджиевич (тренер)
Магомед Гаджиевич Гаджиев (21 февраля 1958, Махачкала, Дагестанская АССР, РСФСР, СССР) — советский борец и тренер по вольной борьбе, Заслуженный тренер РСФСР (21.11.1989), мастер спорта СССР. Тренер-преподаватель, тренер высшей квалификационной категории махачкалинской школы имени Гамида Гамидова (бывший «Урожай»).

## Биография
Родился 21 февраля 1958 года в Махачкале. Воспитанник спортивного общества «Урожай». Является мастером спорта СССР по вольной борьбе. После окончания спортивной карьеры стал тренером в родной школе «Урожай», которую позже была переименована в школу имени Гамида Гамидова. 21 ноября 1989 года ему было присвоено звание Заслуженный тренер РСФСР. 

## Известные воспитанники
- Гаджиев, Магомедсалам Станиславович — чемпион Европы;
- Османов, Шихамир Магомедович — чемпион России;
- Мусаев, Бейбулат Зайналович — призёр чемпионатов Европы;
- Нуров, Али Омардибирович — призёр чемпионата Азербайджана.